# 제1대 러스터 백작 로버트 더들리

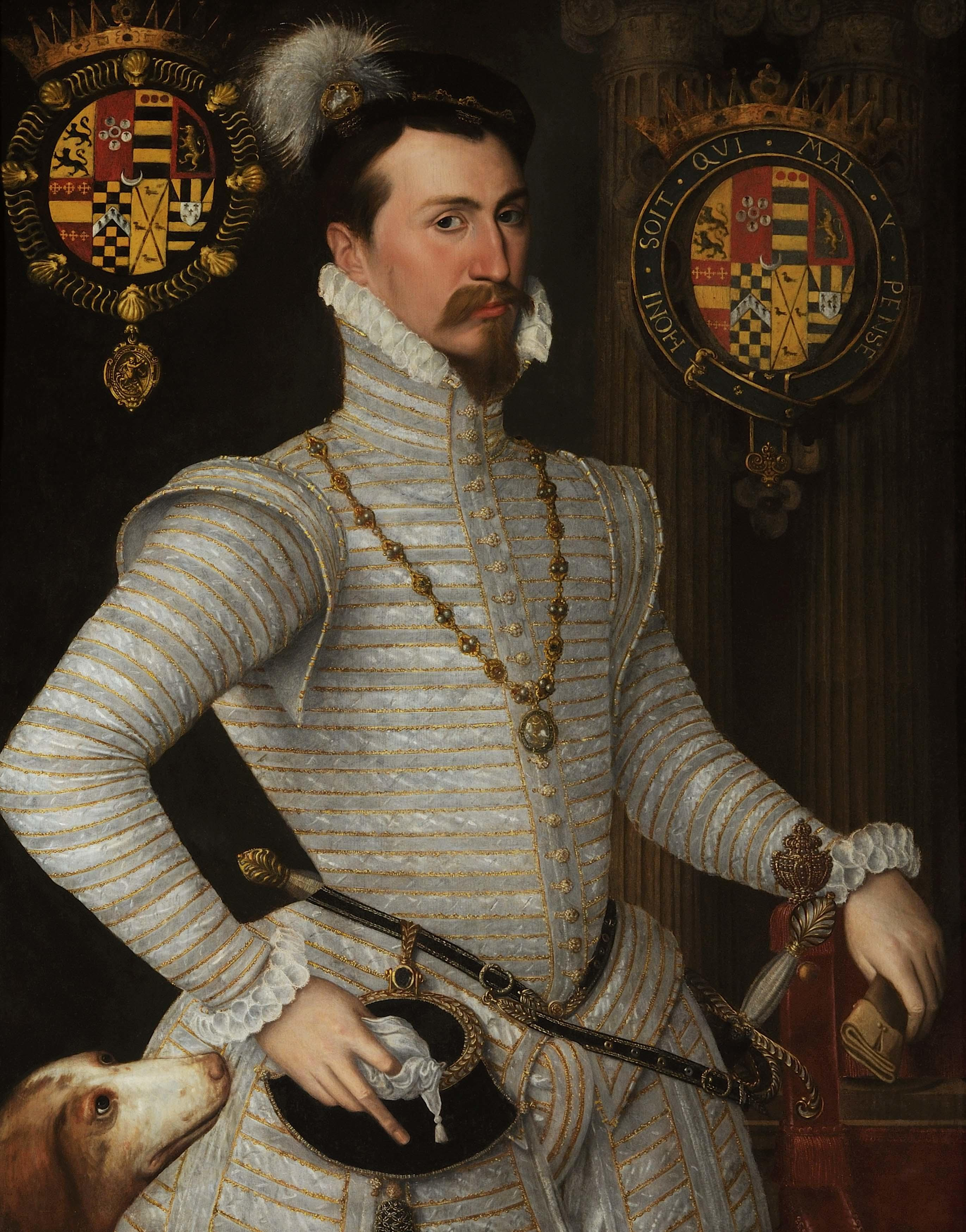

로버트 더들리(Robert Dudley, 1st Earl of Leicester, KG, PC, 1532년 6월 24일 – 1588년 9월 4일)는 영국의 정치가였으며 엘리자베스 1세가 즉위부터 사망할 때까지 총애를 받았다. 그는 수년 동안 여왕의 구혼자였다.
더들리의 젊음은 1553년 그의 아버지인 노섬벌랜드 공작이 메리 1세의 즉위를 막지 못한 이후 그의 가문이 몰락함으로써 빛을 잃었다. 로버트 더들리는 사형 선고를 받았지만 1554년에 석방되어 세인트 전투에 참가했다.

## 같이 보기
- 마리아 스투아르다
- 마리아 슈투아르트